# Niemczyn (województwo wielkopolskie)
Niemczyn – wieś pałucka, w Polsce, położona w województwie wielkopolskim, w powiecie wągrowieckim, w gminie Damasławek. We wsi znajduje się kościół neogotycki pod wezwaniem Wniebowzięcia Najświętszej Maryi Panny z końca XIX wieku.
W latach 1954–1972 wieś należała i była siedzibą władz gromady Niemczyn. W latach 1975–1998 wieś położona była w województwie pilskim.